# Cándido Cárdenas
Cándido Cárdenas Villalba (ur. 3 października 1941 w Supucia) – paragwajski duchowny rzymskokatolicki, w latach 1998–2018 biskup Benjamín Aceval.